# U.S. Men's Clay Court Championships 2023 - Qualificazioni singolare
Le qualificazioni del singolare dell'U.S. Men's Clay Court Championships 2023 sono state un torneo di tennis preliminare per accedere alla fase finale della manifestazione. I vincitori dell'ultimo turno sono entrati di diritto nel tabellone principale. In caso di ritiro di uno o più giocatori aventi diritto a questi sono subentrati i lucky loser, ossia i giocatori che hanno perso nell'ultimo turno ma che avevano una classifica più alta rispetto agli altri partecipanti che avevano comunque perso nel turno finale.

## Teste di serie
1. Yosuke Watanuki (qualificato)
2. Rinky Hijikata (primo turno)
3. Yannick Hanfmann (qualificato)
4. Zizou Bergs (ultimo turno, lucky loser)

1. Tomáš Macháč (qualificato)
2. Alejandro Tabilo (primo turno)
3. Facundo Díaz Acosta (ultimo turno)
4. Felipe Meligeni Alves (ultimo turno)

## Qualificati
1. Yosuke Watanuki
2. Tomáš Macháč

1. Yannick Hanfmann
2. Aleksandar Vukic

### Lucky loser
1. Zizou Bergs

## Tabellone

### Legenda
| - Q = Qualificato - WC = Wild card - LL = Lucky loser | - ALT = Alternate - SE = Special Exempt - PR = Protected Ranking | - w/o = Walkover - r = Ritirato - d = Squalificato |

### Sezione 1
|  | Primo turno | Primo turno           | Primo turno     | Primo turno | Primo turno |  |  | Ultimo turno | Ultimo turno          | Ultimo turno | Ultimo turno | Ultimo turno |  |
|  |             |                       |                 |             |             |  |  |              |                       |              |              |              |  |
|  | 1           | Yosuke Watanuki       | Yosuke Watanuki | 7           | 6           |  |  |              |                       |              |              |              |  |
|  | WC          | Matija Pecotić        | Matija Pecotić  | 64          | 4           |  |  | 1            | Yosuke Watanuki       | 7            | 5            | 6            |  |
|  |             | Shang Juncheng        | 63              | 1           | r           |  |  | 8            | Felipe Meligeni Alves | 5            | 7            | 4            |  |
|  | 8           | Felipe Meligeni Alves | 7               | 4           |             |  |  |              |                       |              |              |              |  |

### Sezione 2
|  | Primo turno | Primo turno             | Primo turno             | Primo turno | Primo turno |  |  | Ultimo turno | Ultimo turno | Ultimo turno | Ultimo turno | Ultimo turno |  |
|  |             |                         |                         |             |             |  |  |              |              |              |              |              |  |
|  | 2           | Rinky Hijikata          | 7                       | 3           | 2           |  |  |              |              |              |              |              |  |
|  |             | Brandon Holt            | 64                      | 6           | 6           |  |  |              | Brandon Holt | Brandon Holt | 2            | 4            |  |
|  | Alt         | Genaro Alberto Olivieri | Genaro Alberto Olivieri | 0           | 3           |  |  | 5            | Tomáš Macháč | Tomáš Macháč | 6            | 6            |  |
|  | 5           | Tomáš Macháč            | Tomáš Macháč            | 6           | 6           |  |  |              |              |              |              |              |  |

### Sezione 3
|  | Primo turno | Primo turno         | Primo turno         | Primo turno | Primo turno |  |  | Ultimo turno | Ultimo turno        | Ultimo turno        | Ultimo turno | Ultimo turno |  |
|  |             |                     |                     |             |             |  |  |              |                     |                     |              |              |  |
|  | 3           | Yannick Hanfmann    | Yannick Hanfmann    | 6           | 6           |  |  |              |                     |                     |              |              |  |
|  |             | Enzo Couacaud       | Enzo Couacaud       | 0           | 3           |  |  | 3            | Yannick Hanfmann    | Yannick Hanfmann    | 7            | 6            |  |
|  |             | Hong Seong-chan     | Hong Seong-chan     | 2           | 3           |  |  | 7            | Facundo Díaz Acosta | Facundo Díaz Acosta | 5            | 2            |  |
|  | 7           | Facundo Díaz Acosta | Facundo Díaz Acosta | 6           | 6           |  |  |              |                     |                     |              |              |  |

### Sezione 4
|  | Primo turno | Primo turno      | Primo turno      | Primo turno | Primo turno |  |  | Ultimo turno | Ultimo turno     | Ultimo turno     | Ultimo turno | Ultimo turno |  |
|  |             |                  |                  |             |             |  |  |              |                  |                  |              |              |  |
|  | 4           | Zizou Bergs      | Zizou Bergs      | 6           | 6           |  |  |              |                  |                  |              |              |  |
|  | WC          | Zachary Svajda   | Zachary Svajda   | 2           | 2           |  |  | 4            | Zizou Bergs      | Zizou Bergs      | 2            | 3            |  |
|  |             | Aleksandar Vukic | Aleksandar Vukic | 6           | 7           |  |  |              | Aleksandar Vukic | Aleksandar Vukic | 6            | 6            |  |
|  | 6           | Alejandro Tabilo | Alejandro Tabilo | 4           | 5           |  |  |              |                  |                  |              |              |  |